# Halo: The Fall of Reach
Halo: The Fall of Reach ist eine 2015 produzierte 3D-Animationsserie der Produktionsfirma Sequence, die sich Käufer der Halo 5: Guardians Limited Edition über die Halo-Channel-App für die Xbox One und Windows ansehen konnten. Sie gehört zum Franchise der Spieleserie Halo und basiert auf dem Roman Halo: Die Schlacht um Reach von Eric Nylund. Im Dezember 2015 ist sie Direct-to-Video auf DVD und BluRay als Film zusammengeführt erschienen.

## Handlung
Die aus drei Folgen bestehende Miniserie erzählt die Ursprungsgeschichte der Spartaner und ihre Entwicklung zu einer militärischen Einheit. Die erste Folge erzählt die Anfangsgeschichte des SPARTAN-Programms sowie den Einstieg der Charaktere wie Master Chief, Dr. Catherine Halsey und Cortana in die Geschichte. In der zweiten Folge geht es um die ersten Ausbildungsjahre des Spartan Programmes von Dr. Catherine Halsey. In der letzten Folge wird der Krieg der Spartans gegen die Aliens gezeigt.

## Produktion und Veröffentlichung
Die Serie entstand beim Studio Sequence unter der Regie von Ian Kirby, der neben Dan Sioui und Tina Summerford auch Produzent war. Das Drehbuch schrieb Heath Corson. Für die Visual Effects waren David Edwards und Leo Viale verantwortlich, während Brian Fieser als Sound Designer tätig war. Die Musik stammt von Tom Salta und die Synchronregie lag bei Kevin McMullan.
In den USA wurde die Serie am 27. Oktober 2015 von Microsoft auf DVD veröffentlicht. Eine Veröffentlichung in Großbritannien erfolgte bei Platform Entertainment. In Deutschland kam die DVD und BluRay am 4. Dezember 2015 bei Polyband heraus.

## Weblink
- Halo: The Fall of Reach bei IMDb